# أوفوشتارتسي
أوفوشتارتسي (بالبلغارية: Овощарци)‏ قرية تقع إدارياً ضمن مقاطعة غابروفو في بلغاريا. ويبلغ عدد سكانها 8 نسمة حسب تعداد 15 مارس 2015. تعتمد أوفوشتارتسي للبريد على الرمز البريدي 5340.